# Ernesto Valentini
Ernesto Valentini (Cosenza, 23 luglio 1907 – Gallarate, 12 gennaio 1987) è stato uno psicologo e gesuita italiano.

## Biografia
Figlio del magistrato Stanislao Valentini e di Maria Caruso, entrò nel noviziato della Compagnia di Gesù di Roma all'età di quindici anni. Laureatosi nel 1929 in filosofia alla Pontificia Università Gregoriana, si laureò nella stessa materia nel 1934 all'Università degli Studi di Genova; nel 1941 conseguì la licenza in teologia presso l'Università Gregoriana. Nel 1943 iniziò la sua carriera accademica come assistente di Mario Ponzo alla cattedra di psicologia nella Facoltà di medicina dell'Università degli Studi di Roma "La Sapienza"; a partire da quell'anno, e per i successivi quindici anni, Valentini lavorò alla rivista La Civiltà Cattolica, scrivendo di tematiche psicologiche, pedagogiche e filosofiche.
Durante la seconda guerra mondiale eseguì diverse ricerche di psicologia animale e nell'immediato secondo dopoguerra, affascinato dall'attività di ricerca del biologo Giulio Cotronei, completò nel 1946 all'Università di Genova tutti gli esami del corso di laurea in scienze biologiche, senza tuttavia presentare la tesi per il conseguimento del titolo. Ottenuta la libera docenza in psicologia nel 1952, fu professore incaricato della stessa disciplina dal 1953, anno in cui vinse il corcorso per diventare professore ordinario; dal 1955 fu professore incaricato di psicologia dell'età evolutiva nella Facoltà di magistero. Dal 1956 al 1962 fu membro della commissione nazionale italiana per l'UNESCO. Tra il 1958 e il 1959 completò la propria preparazione nei laboratori di psicologia delle università di Parigi e Oxford e, sempre nel '59, gli fu affidato un incarico di insegnamento all'Università degli Studi dell'Aquila.
Nel 1960 ottenne la cattedra di psicologia alla Facoltà di magistero di Roma, facoltà in cui nel 1964 ottenne la creazione dell'Istituto di psicologia, del quale fu direttore fino al 1979, e dove nell'anno accademico 1969-1970 riuscì ad aprire la Scuola di specializzazione in psicologia scolastica e differenziale. Nel 1971, con l'apertura del corso di laurea in psicologia, ebbe la cattedra di psicologia generale, che tenne fino al 1982, anno del suo pensionamento; due anni più tardi, nel 1984, fu nominato professore emerito.

## Attività di ricerca
Valentini si concentrò nell'ambito della psicologia generale sui temi della coscienza, intelligenza, ritmo e della psicologia del film; portò avanti studi sulla psicologia animale, psicologia dell'età evolutiva e sulla psicologia applicata all'orientamento professionale. Ebbe una profonda conoscenza della psicoanalisi, stimolato da Gregory Zilboorg e Juan José López Ibor.